# Dominio de función desconocida
Un dominio de función desconocida (DUF, siglas en inglés de Domain of unknown function) es un dominio de proteína que no tiene una función caracterizada. Estas familias se han recopilado juntas en la base de datos de Pfam utilizando el prefijo DUF seguido de un número, siendo los ejemplos DUF2992 y DUF1220 . A partir de 2019, hay casi 4 000 familias DUF dentro de la base de datos de Pfam que representan más del 22% de las familias conocidas. Algunos DUF no se nombran utilizando la nomenclatura debido al uso popular, pero no obstante son DUF. 
La designación DUF es provisional, y estas familias tienden a cambiar de nombre a un nombre más específico (o fusionarse con un dominio existente) después de que se identifica una función.